# Naturschutzgebiet Bohnerzgruben Chäferhölzli
Das Naturschutzgebiet Bohnerzgruben Chäferhölzli in der Gemeinde Beringen SH im Kanton Schaffhausen, Schweiz ist eine ehemalige Erzabbaustätte und Biotop- und Artenschutzgebiet mit der Kategorie IV der International Union for Conservation of Nature and Natural Resources (IUCN). Der geschützte Anteil der Bohnerzgrube hat eine Fläche von 9,51 Hektar (ha) und beherbergt gesamtschweizerisch stark gefährdete Amphibien, die unter nationalen Schutz stehen.

## Lage
Das Schutzgebiet liegt abseits der Waldstrasse im «Chäferhölzli» nahe der Gemarkungsgrenze im Südranden, nordnordwestlich des Aazheimerhofs der Stadt Neuhausen am Rheinfall, mit einem spätgotischen Herrschaftshaus der Äbte von Kloster Rheinau (ein Kulturgut kantonaler Bedeutung). Es befindet sich auf einer mittleren Höhe von 520 Meter über Meer. Südwestlich liegt der «Hexenplatz» (Häxeplatz mit dem Häxeweier, eine ehemalige Bohnerzabbaustelle), westlich liegt der 569 m. ü. M. hohe Hohhau, nördlich das «Burgermeisterloch» und südlich die «Neuwisen».

## Schutzstatus
Das Gebiet ist im Bundesinventar des Bundesamts für Umwelt (BAFU) als «Amphibienlaichgebiet von nationaler Bedeutung (SH3201)» aufgeführt. Es ist seit 2001 als Naturschutzgebiet mit dem CDDA-Sitecode «348316» der Europäischen Umweltagentur (EUA) ausgewiesen. Das eigentliche Feuchtgebiet hat eine Fläche von 1,45 ha.

## Entstehung und Geschichte
Auf dem Südranden bildete sich unter einem Lehmdeckel Bohnerz. Die etwa zwei Zentimeter grossen Knollen aus Brauneisenstein haben einen relativ hohen Eisen-Gehalt. Aus der «Ysenschmitten» wurde 1693 das Eisenwerks im Laufen. Johann Conrad Fischer (Georg Fischer AG) und Johann Georg Neher haben seit dem Anfang des 19. Jahrhunderts Bohnerz «im grossen Stil verhüttet». Das Erz wurde im Tagebau abgebaut. Aus den aufgelassenen Gruben entwickelten sich Wasserlöcher und Biotope. Naturschützer verhinderten in den 1980er Jahren die Verfüllung der Gruben.

## Fauna und Flora

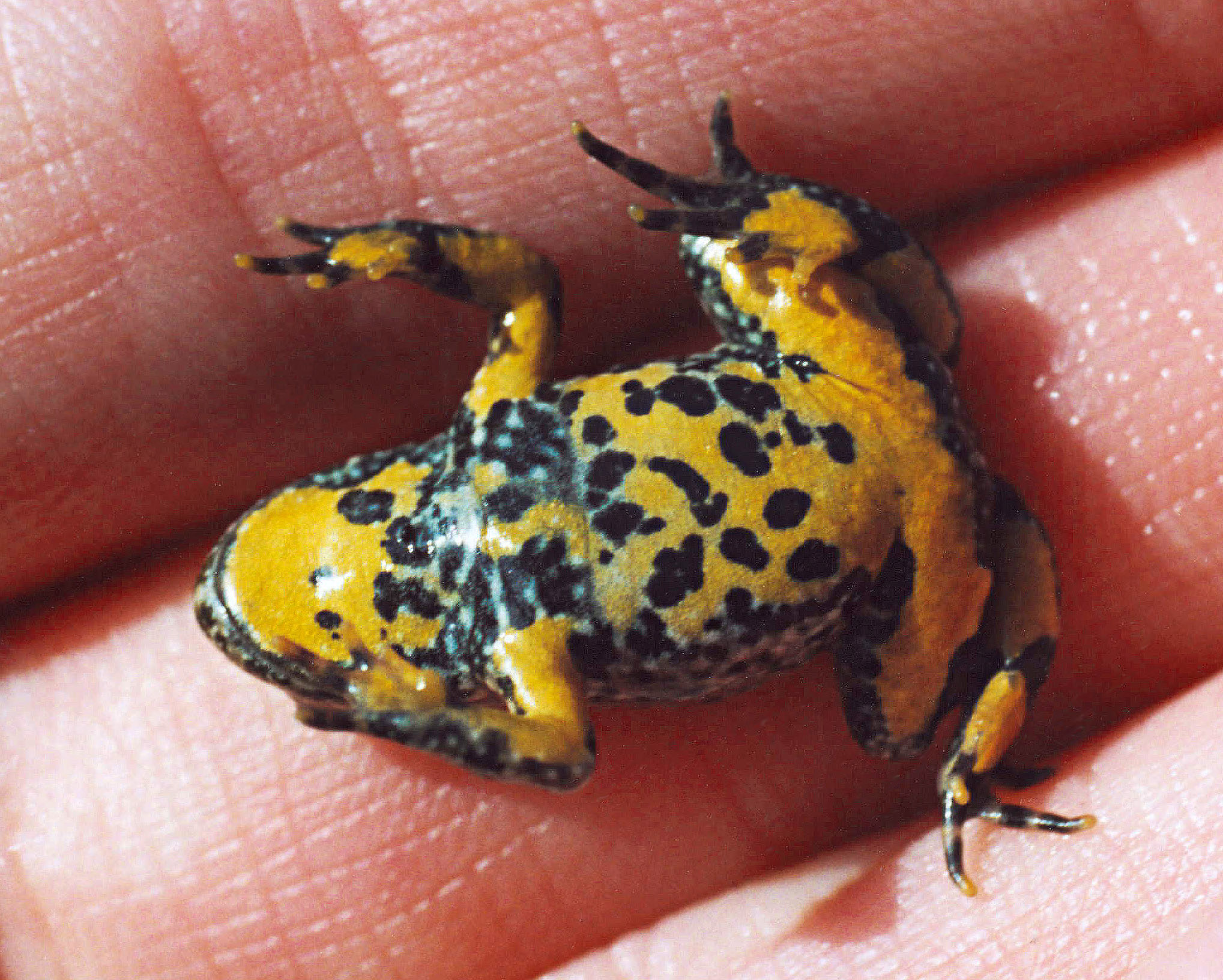
Die stark gefährdete Gelbbauchunke, 2014 Lurch des Jahres (Jungtier)

Amphibien sind seit 1967 bundesrechtlich geschützt und gehören zu den am stärksten gefährdeten Artengruppen. Ihr Anteil an Arten in der Roten Liste beträgt siebzig Prozent. Abbaugebiete wie Erzgruben bieten Amphibienarten, die auf dynamische Lebensräume angewiesen sind, sehr wichtige Sekundärlebensräume. In derartigen Gewässern können stark gefährdete Arten wie Gelbbauchunke und Laubfrosch gefördert werden.
Das Gebiet der Erzgruben hat einen kleinen bzw. im Umfang nicht bekannten Bestand von Gelbbauchunken (Bombina variegata) und Gemeinen Geburtshelferkröten (Alytes obstetricans). Eine mittlere Population haben Laub- (Hyla arborea) und Wasserfrösche (Pelophylax sp.) sowie die Erdkröte (Bufo bufo). Häufig anzutreffen sind Grasfrosch (Rana temporaria), Berg- (Ichthyosaura alpestris) und Teichmolch (Lissotriton vulgaris) (Stand 2001). Einige Arten wie Gelbbauchunke und Laubfrosch sind gesamtschweizerisch stark gefährdet, der Teichmolch in der Nordschweiz.
Das Chäferhölzli ist mit vielen etwa 200-jährigen Eichen im Naturschutzinventar der Gemeinde verzeichnet. Die Bäume bieten Insekten und Spechten Lebensräume. Zu ihnen gehört der Mittelspecht. Unter der Nummer «neun» ist das Areal als Gewässer und Feuchtgebiet sowie Waldgesellschaft und Waldbestand eingestuft. Eine Klassifikation als «kulturhistorische Zone» besteht nicht. Bohnerzlöcher von derartiger Bedeutung sind auf Gemeindegebiet: Agneeserhau, Bem Randeturm, Hemmingacker, Häxeplatz – Häxeweier, Süüstelerhau und Widehau. Der Flurname hat die Bedeutung Käferwäldchen.

## Belege
1. ↑  KGS-Nr.: 4343, siehe Liste der Kulturgüter in Neuhausen am Rheinfall.
2. ↑  Gemeinde Beringen: Naturschutzinventar Nr. 37.
3. ↑  bafu.admin.ch: Amphibienlaichgebiete-Inventar: Objektbeschreibungen. (Abgerufen am 27. November 2021)
4. ↑  fedlex.admin.ch: Liste der Amphibienlaichgebiete von nationaler Bedeutung – ortsfeste Objekte: Amphibienlaichgebiete-Verordnung (AlgV). (Publikationsplattform des Bundesrechts, abgerufen am 27. November 2021)
5. ↑  Schlüssel.Nummer: CH05_143201.
6. 1 2  Lokalzeitung für Neuhausen am Rheinfall und Umgebung: Mit Robert Steinemann unterwegs zu den Bohnerzlöchern und den Eichen im Chäferhölzli. Ausgabe Nr. 5 (2. Jahrgang) vom 31. Januar 2013. Seite 5.
7. ↑  karch.ch: Amphibienlaichgebiete nationaler Bedeutung IANB. (Abgerufen am 27. November 2021)
8. ↑  karch.ch: Amphibien fördern in Abbaugebieten. (Abgerufen am 27. November 2021)
9. ↑  beringen.ch: Änderungen Naturschutzinventar. (Stand: 2. November 2018; PDF)